# マッサ＝カッラーラ県

マッサ＝カッラーラ県
Provincia di Massa-Carrara

マッサ＝カッラーラ県（マッサ＝カッラーラけん、イタリア語: Provincia di Massa-Carrara）は、イタリア共和国トスカーナ州に属する県の一つ。県の名前は、主要都市であるマッサとカッラーラに因んでいる。県都はマッサ。

## 地理

### 位置・広がり
トスカーナ州の西北端に位置する県で、南はティレニア海に面し、北にエミリア＝ロマーニャ州、北西にリグーリア州に接する。県都マッサは、ラ・スペツィアの東南東約26km、ルッカの北西約36km、ピサの北北西約40km、州都フィレンツェの西北西約94kmの距離にある。
隣接する県は以下の通り。
- 北 - パルマ県 （エミリア＝ロマーニャ州）
- 北東 - レッジョ・エミリア県 （エミリア＝ロマーニャ州）
- 南東 - ルッカ県
- 西 - ラ・スペツィア県 （リグーリア州）

### 主要な都市
2001年の国勢調査に基づく居住地区（Località abitata）別人口統計によれば、人口3000人以上の都市・集落は以下の通り。
- マッサ - 62,539人
- カッラーラ - 58,776人
- CAPANNE-PRATO-CINQUALE （モンティニョーゾ） - 8,071人
- ポントレーモリ - 5,412人
- アウッラ - 4,127人
- ヴィッラフランカ・イン・ルニジャーナ - 3,019人

- マッサ
- カッラーラ
- ポントレーモリ

## 行政区画
マッサ＝カッラーラ県には17のコムーネが属する。
左端の数字はISTATコードを示す。人口は2024年1月1日現在。面積は2001年のデータで、単位はkm²。右の地図中の番号は、コムーネのISTATコード下3桁を示す。
|        | 自治体名                             | 綴り                     | 面積   | 人口   |
| ------ | ------------------------------------ | ------------------------ | ------ | ------ |
| 045001 | アウッラ                             | Aulla                    | 59.76  | 10,655 |
| 045002 | バニョーネ                           | Bagnone                  | 73.76  | 1,672  |
| 045003 | カッラーラ                           | Carrara                  | 71.29  | 59,793 |
| 045004 | カーゾラ・イン・ルニジャーナ         | Casola in Lunigiana      | 42.50  | 933    |
| 045005 | コマーノ                             | Comano                   | 54.65  | 665    |
| 045006 | フィラッティエーラ                   | Filattiera               | 48.94  | 2,170  |
| 045007 | フィヴィッツァーノ                   | Fivizzano                | 180.58 | 7,041  |
| 045008 | フォズディノーヴォ                   | Fosdinovo                | 48.68  | 4,593  |
| 045009 | リッチャーナ・ナルディ               | Licciana Nardi           | 55.94  | 4,725  |
| 045010 | マッサ                               | Massa                    | 94.02  | 65,987 |
| 045011 | モンティニョーゾ                     | Montignoso               | 16.62  | 10,058 |
| 045012 | ムラッツォ                           | Mulazzo                  | 62.62  | 2,292  |
| 045013 | ポデンツァーナ                       | Podenzana                | 17.27  | 2,109  |
| 045014 | ポントレーモリ                       | Pontremoli               | 182.60 | 6,883  |
| 045015 | トレザーナ                           | Tresana                  | 44.05  | 1,917  |
| 045016 | ヴィッラフランカ・イン・ルニジャーナ | Villafranca in Lunigiana | 29.46  | 4,649  |
| 045017 | ゼーリ                               | Zeri                     | 73.59  | 922    |